# Dipendra de Nepal
Dipendra Bir Bikram Shah Dev de Nepal (en nepalí: दीपेन्द्र वीर बिक्रम शाहदेव; Katmandú, 27 de junio de 1971-Chhauni, 4 de junio de 2001) fue rey de Nepal desde el 1 al 4 de junio de 2001. Es acusado de ser el autor de la Masacre real en Nepal mientras se encontraban en una cena de Estado, la noche del 1 de junio de 2001. Dipendra fue herido mortalmente (no se sabe si por su propia mano o por guardias del palacio), y fue rey de su pueblo durante el lapso de tres días hasta su muerte.

## Educación
Dipendra estudió en el exclusivo colegio británico de Eton, donde al cumplir 18 años fue excusado de ir a la capilla del colegio, ya que, según la tradición nepalí, el heredero al trono se convierte al cumplir la mayoría, en un dios, por lo que no puede ser observado adorando a otro (según informaciones del matutino irlandés The Irish Times). El mismo medio informó que el príncipe fue sancionado en el colegio por vender alcohol. 
Después de Eton, Dipendra estudió en la Universidad Tribhuvan, para después ingresar a la Real Escuela Militar de Nepal. Se sabe que era muy hábil practicante del kung fu.

## Motivos de la masacre
Según la prensa, el motivo de la masacre de la familia real tuvo su origen en una discusión acerca de su matrimonio. La elegida por Dipendra, Devyani Rana, era miembro de la familia Rana con la cual la familia Shah siempre había tenido animosidad. Miembros de esa familia habían servido como primeros ministros hasta 1951 con el título de Maharajá, con una extensa relación por medio de casamientos. Su propia madre, Aishwarya, era miembro de la familia Rana, así como dos de sus tías, Komal y Prekshya, hermanas de su madre.
De acuerdo con la versión oficial, a Dipendra su madre le prohibió elegir a su pareja, por lo que masacró a su familia en un suceso sumamente publicitado, después de haber consumido alcohol, aunque algunos familiares presentes dijeron que fingía un estado de embriaguez. Entre los muertos se encontraba su padre, el Rey Birendra, su madre, su hermano y su hermana. Después del suceso, Dipendra agonizó durante tres días, período en el cual fue proclamado rey en la cama del Hospital Militar Rey Birendra, en Chhauni. Murió a causas de sus heridas el 4 de junio de 2001, siendo sucedido por su tío paterno, el príncipe Gyanendra.
Al parecer, en la masacre empleó un arma Heckler & Koch MP5.
Gyanendra, tercero en la línea de sucesión al momento de los sucesos, no era tan querido por su pueblo como su hermano Birendra. Se encontraba fuera de la ciudad, en Pokhara, al momento de los sucesos y fue el superviviente más cercano del rey. El hijo de Gyanendra, el príncipe Paras, estuvo en la trágica comida y escapó herido de ella. El actual heredero al trono no es muy querido por sus súbditos, ya que tiene una historia previa de libertinaje, en la cual se incluye una muerte mientras conducía, por la cual no fue nunca perseguido. Pero, especialmente, porque la república era una demanda de una mayoría de la población
Una serie de teorías conspirativas circulan en Nepal, las cuales sugieren que la relación oficial de los hechos puede ser distinta a lo que realmente pasó. De acuerdo con estos rumores, se dice que Dipendra no asesinó a su familia y que tampoco se quitó la vida. Al contrario, tales versiones sostienen que Gyanendra ordenó el asesinato de su hermano el rey y de su familia, con el fin de asumir él el trono. No puede ser casualidad que (según estos rumores), la esposa de Gyanendra haya escapado milagrosamente de la masacre (hecho que es cierto, pero fue gravemente herida en los sucesos).
Otros hechos, sin embargo, desmienten tales rumores, ya que un sinnúmero de entrevistas a los sobrevivientes (heridos e ilesos) han confirmado públicamente que el autor de los disparos fue efectivamente Dipendra, noticia largamente transmitida por la cadena británica de noticias BBC.

## Víctimas de la masacre
Muertos (y su relación con Dipendra):
- El rey Birendra (padre).
- La reina Aishwarya (madre).
- El príncipe Nirajan (hermano).
- La princesa Shruti (hermana).
- Dhirendra (tío carnal, hermano del rey Birendra, que había renunciado al título por su segundo matrimonio).
- La princesa Shanti (tía carnal, hermana del rey Birendra).
- La princesa Sharada (tía carnal, hermana del rey Birendra).
- Kumar Khadga Bikram Shah (tío político, esposo de la princesa Sharada).
- La princesa Jayanti (prima hermana del rey Birendra).

Heridos (y su relación con Dipendra):
- La princesa Shova (tía carnal, hermana del rey Birendra).
- Kumar Gorakh Shamsher Jang Bahadur Rana (hermano político, esposo de la princesa Shruti).
- La princesa Komal (tía carnal, esposa del príncipe (después rey) Gyanendra, hermana de la reina Aishwarya, y última reina de Nepal).
- Ketaki Chester (prima hermana del rey Birendra, que había renunciado al título por su segundo matrimonio. Hermana de la princesa Jayanti).[6]

Nota: Dipendra mismo murió tres días después de los sucesos. La madre de Kumar Khadga, Bodh Kumari Devi, se convirtió en una muerte colateral de la masacre, al fallecer por un ataque masivo al corazón al enterarse de la noticia de la muerte de su hijo, falleciendo un día después que él. Al final del año también falleció en accidente de helicóptero la princesa Prekshya, exesposa del príncipe Dhirendra, y hermana de las reinas Aishwarya y Komal.

## Títulos y tratamientos
Esta tabla aún no está actualizada. Puedes contribuir aportando información sobre títulos y tratamientos de esta persona.

## Distinciones honoríficas

### Distinciones honoríficas nepalíes
- Medalla Conmemorativa de la Coronación del Rey Birendra (Reino de Nepal, 24/02/1975).
- Medalla Conmemorativa del Jubileo de Plata del Rey Birendra (Reino de Nepal, 31/01/1997).
- Soberano Gran Maestre de la Orden del Soberano Benevolente (01/06/2001).
- Soberano Gran Maestre de la Orden de la Huella de Nepal (01/06/2001).
- Soberano Gran Maestre de la Orden de la Huella de la Democracia de Tribhuvan (01/06/2001).
- Soberano Gran Maestre de la Orden de la Estrella de Nepal (01/06/2001).
- Soberano Gran Maestre de la Orden del Poder del Mantra de Rama (01/06/2001).
- Soberano Gran Maestre de la Orden de los Tres Divinos Poderes (01/06/2001).
- Soberano Gran Maestre de la Orden de la Mano Derecha de Gorkha (01/06/2001).
- Gloriosísima Cadena de Mahendra (01/06/2001).
- Condecoración de Honor de Nepal.

### Distinciones honoríficas extranjeras
- Caballero gran cruz de la Orden de Dannebrog (Reino de Dinamarca, 17/10/1989).[3]
- Caballero gran cruz de la Orden del Mérito de la República Federal de Alemania (República Federal de Alemania, 1997).[3]
- Caballero gran cordón de la Suprema Orden del Crisantemo (Estado de Japón, 12/04/2001).[3]

## Ancestros
|  |                                                  |  |  |  |  |  |  |  |  |  |  |  |  |  |  |  |
|  | 16. Rey Prithvi de Nepal                         |  |  |  |  |  |  |  |  |  |  |  |  |  |  |  |
|  |                                                  |  |  |  |  |  |  |  |  |  |  |  |  |  |  |  |
|  |                                                  |  |  |  |  |  |  |  |  |  |  |  |  |  |  |  |
|  | 8. Rey Tribhuvan de Nepal                        |  |  |  |  |  |  |  |  |  |  |  |  |  |  |  |
|  |                                                  |  |  |  |  |  |  |  |  |  |  |  |  |  |  |  |
|  |                                                  |  |  |  |  |  |  |  |  |  |  |  |  |  |  |  |
|  | 17. Divyeshwari Rajya Lakshmi Devi               |  |  |  |  |  |  |  |  |  |  |  |  |  |  |  |
|  |                                                  |  |  |  |  |  |  |  |  |  |  |  |  |  |  |  |
|  |                                                  |  |  |  |  |  |  |  |  |  |  |  |  |  |  |  |
|  | 4. Rey Mahendra de Nepal                         |  |  |  |  |  |  |  |  |  |  |  |  |  |  |  |
|  |                                                  |  |  |  |  |  |  |  |  |  |  |  |  |  |  |  |
|  |                                                  |  |  |  |  |  |  |  |  |  |  |  |  |  |  |  |
|  | 18. Arjan Singh Sahib                            |  |  |  |  |  |  |  |  |  |  |  |  |  |  |  |
|  |                                                  |  |  |  |  |  |  |  |  |  |  |  |  |  |  |  |
|  |                                                  |  |  |  |  |  |  |  |  |  |  |  |  |  |  |  |
|  | 9. Kanti Rajya Lakshmi Devi                      |  |  |  |  |  |  |  |  |  |  |  |  |  |  |  |
|  |                                                  |  |  |  |  |  |  |  |  |  |  |  |  |  |  |  |
|  |                                                  |  |  |  |  |  |  |  |  |  |  |  |  |  |  |  |
|  | 19. Krishnavati Devi Sahiba                      |  |  |  |  |  |  |  |  |  |  |  |  |  |  |  |
|  |                                                  |  |  |  |  |  |  |  |  |  |  |  |  |  |  |  |
|  |                                                  |  |  |  |  |  |  |  |  |  |  |  |  |  |  |  |
|  | 2. Rey Birendra de Nepal                         |  |  |  |  |  |  |  |  |  |  |  |  |  |  |  |
|  |                                                  |  |  |  |  |  |  |  |  |  |  |  |  |  |  |  |
|  |                                                  |  |  |  |  |  |  |  |  |  |  |  |  |  |  |  |
|  | 20. Juddha Samsher Jang Bahadur Rana             |  |  |  |  |  |  |  |  |  |  |  |  |  |  |  |
|  |                                                  |  |  |  |  |  |  |  |  |  |  |  |  |  |  |  |
|  |                                                  |  |  |  |  |  |  |  |  |  |  |  |  |  |  |  |
|  | 10. Hari Shamsher Jang Bahadur Rana              |  |  |  |  |  |  |  |  |  |  |  |  |  |  |  |
|  |                                                  |  |  |  |  |  |  |  |  |  |  |  |  |  |  |  |
|  |                                                  |  |  |  |  |  |  |  |  |  |  |  |  |  |  |  |
|  | 21. Jetha Bada Maharani Padma Kumari Devi        |  |  |  |  |  |  |  |  |  |  |  |  |  |  |  |
|  |                                                  |  |  |  |  |  |  |  |  |  |  |  |  |  |  |  |
|  |                                                  |  |  |  |  |  |  |  |  |  |  |  |  |  |  |  |
|  | 5. Indra Rajya Lakshmi Devi                      |  |  |  |  |  |  |  |  |  |  |  |  |  |  |  |
|  |                                                  |  |  |  |  |  |  |  |  |  |  |  |  |  |  |  |
|  |                                                  |  |  |  |  |  |  |  |  |  |  |  |  |  |  |  |
|  | 22. N. Bikram Shah                               |  |  |  |  |  |  |  |  |  |  |  |  |  |  |  |
|  |                                                  |  |  |  |  |  |  |  |  |  |  |  |  |  |  |  |
|  |                                                  |  |  |  |  |  |  |  |  |  |  |  |  |  |  |  |
|  | 11. Megha Kumari Rajya Lakshmi                   |  |  |  |  |  |  |  |  |  |  |  |  |  |  |  |
|  |                                                  |  |  |  |  |  |  |  |  |  |  |  |  |  |  |  |
|  |                                                  |  |  |  |  |  |  |  |  |  |  |  |  |  |  |  |
|  | 1. Rey Dipendra de Nepal                         |  |  |  |  |  |  |  |  |  |  |  |  |  |  |  |
|  |                                                  |  |  |  |  |  |  |  |  |  |  |  |  |  |  |  |
|  |                                                  |  |  |  |  |  |  |  |  |  |  |  |  |  |  |  |
|  | 24. Juddha Samsher Jang Bahadur Rana (= 20)      |  |  |  |  |  |  |  |  |  |  |  |  |  |  |  |
|  |                                                  |  |  |  |  |  |  |  |  |  |  |  |  |  |  |  |
|  |                                                  |  |  |  |  |  |  |  |  |  |  |  |  |  |  |  |
|  | 12. Agni Shamsher Jang Bahadur Rana              |  |  |  |  |  |  |  |  |  |  |  |  |  |  |  |
|  |                                                  |  |  |  |  |  |  |  |  |  |  |  |  |  |  |  |
|  |                                                  |  |  |  |  |  |  |  |  |  |  |  |  |  |  |  |
|  | 25. Jetha Bada Maharani Padma Kumari Devi (= 21) |  |  |  |  |  |  |  |  |  |  |  |  |  |  |  |
|  |                                                  |  |  |  |  |  |  |  |  |  |  |  |  |  |  |  |
|  |                                                  |  |  |  |  |  |  |  |  |  |  |  |  |  |  |  |
|  | 6. Kendra Shamsher Jang Bahadur Rana             |  |  |  |  |  |  |  |  |  |  |  |  |  |  |  |
|  |                                                  |  |  |  |  |  |  |  |  |  |  |  |  |  |  |  |
|  |                                                  |  |  |  |  |  |  |  |  |  |  |  |  |  |  |  |
|  | 3. Aishwarya Rajya Lakshmi Devi                  |  |  |  |  |  |  |  |  |  |  |  |  |  |  |  |
|  |                                                  |  |  |  |  |  |  |  |  |  |  |  |  |  |  |  |
|  |                                                  |  |  |  |  |  |  |  |  |  |  |  |  |  |  |  |
|  | 14. N. Bikram Shah                               |  |  |  |  |  |  |  |  |  |  |  |  |  |  |  |
|  |                                                  |  |  |  |  |  |  |  |  |  |  |  |  |  |  |  |
|  |                                                  |  |  |  |  |  |  |  |  |  |  |  |  |  |  |  |
|  | 7. Shree Rajya Lakshmi Devi                      |  |  |  |  |  |  |  |  |  |  |  |  |  |  |  |
|  |                                                  |  |  |  |  |  |  |  |  |  |  |  |  |  |  |  |
|  |                                                  |  |  |  |  |  |  |  |  |  |  |  |  |  |  |  |

| Precedido por: Birendra Bir Bikram Shah Dev | Rey de Nepal (de facto) 1 al 4 de junio de 2001 | Sucedido por: Gyanendra Bir Bikram Shah Dev |